# Walter Lange
Pour les articles homonymes, voir Lange.
Walter Lange est un Oberst der Reserve de la Wehrmacht pendant la Seconde Guerre mondiale, né le 14 juillet 1898 à Berlin (Empire allemand) et mort le 30 octobre 1982 à Osnabrück (Allemagne de l'Ouest).
Il a été décoré de la croix de chevalier de la croix de fer avec feuilles de chêne.

## Carrière militaire
Deux ans après le début de la Première Guerre mondiale en 1916, Walter Lange, âgé de 18 ans, se porte volontaire et est engagé sur le front de l'Ouest. À la fin de la guerre, il choisit de rester dans l'armée allemande.
En 1929, il démissionne et poursuit des études de chirurgien-dentiste. Docteur en médecine en 1934, Walter Lange choisit de ne pas rompre les liens avec l'armée et se porte volontaire pour la réserve militaire en 1936.
Au déclenchement de la Seconde Guerre mondiale en septembre 1939, il est rappelé sous les drapeaux et participe à l’invasion de la Pologne puis, en juin 1941, à l’attaque surprise de l'allié soviétique.
À la suite de sa participation à plusieurs opérations près du lac Ladoga près de Leningrad, Lange est promu et décoré plusieurs fois, atteignant le grade de Oberst der Reserve en juillet 1943. Il reçoit sa croix de chevalier de la croix de fer avec feuilles de chêne des mains de Hitler le 15 septembre 1943 au quartier général de la Wolfsschanze en province de Prusse-Orientale.
Peu après, il est versé dans la Führerreserve ; il est rappelé 8 mai 1944 pour être placé à la tête du 917e régiment de grenadiers (le Grenadier-Regiment 917) sur le front de l'Ouest en France : peu après, le 30 juillet, il est capturé par les Alliés à la suite du débarquement de Normandie, et placé en captivité en France.